# Dolní Krupá (kraj środkowoczeski)
Dolní Krupá – gmina w Czechach, w powiecie Mladá Boleslav, w kraju środkowoczeskim. Według danych z dnia 1 stycznia 2013 liczyła 225 mieszkańców.